# Bia West District
Koordinaten: 6° 39′ N, 3° 5′ W
Der Bia West District ist einer der neun Distrikte der Western North Region des Staates Ghana. Er grenzt im Westen an den Nachbarstaat Elfenbeinküste. Der waldreiche Distrikt liegt in der Zone des tropischen Regenwaldes. Große Teile des Regenwaldes von Bia West sind Schutzgebiete, das bekannteste ist der Bia National Park.
Der größte Fluss ist der Bia, der die östliche Grenze des Distriktes bildet.